# تشارلز روبنسون (سياسي كندي)
تشارلز روبنسون هو سياسي كندي، ولد في 4 نوفمبر 1835 في كندا، وتوفي في 17 أكتوبر 1898 في كندا. حزبياً، نشط في الحزب الليبرالي في أونتاريو ‏. وقد انتخب عضو برلمان مقاطعة أونتاريو.